# Yvon Douis
Yvon Douis (Les Andelys, 16 maggio 1935 – Nizza, 28 gennaio 2021) è stato un calciatore francese, di ruolo attaccante.

## Biografia

### Carriera
Vinse per due volte la Division 1 (nel 1954 con il Lille e nel 1963 con il Monaco) e per due volte la Coppa di Francia (1955 e 1963).
Nel 1963 fu nominato calciatore francese dell'anno.
Nell'estate del 1963 si aggregò alla Juventus per un'amichevole contro il Santos di Pelé, ma non fu acquistato dai bianconeri che scelsero invece di puntare su Nené

### Morte
Douis morì per complicazioni da Covid-19 nel 2021.

## Palmarès

### Club
- Campionato francese: 2

Lille: 1953-1954
Monaco: 1962-1963
- Coppa di Francia: 2

Lille: 1954-1955
Monaco: 1962-1963
- Supercoppa francese: 1

Monaco: 1961

### Individuale
- Calciatore francese dell'anno: 1

1963